# Майкл Стівенс
Майкл Стівенс (нар. 23 січня 1986) — американський педагог, комік, оратор, артист, редактор та Інтернет-особистість, здебільшого відомий за створення та ведення популярного освітнього YouTube каналу, Vsauce. Спершу його канал спеціалізувався на відеоігровому вмісті, аж допоки популярність його освітнього проекту DOT не виявила значний інтерес аудиторії до популярного викладу науки, філософії, культури й ілюзій.

## Кар'єра
Будучи ведучим каналу Vsauce, Майкл став одним із найуспішніших ютуберів(із понад 11,8 мільйона підписників і 1,1 мільярда переглядів) і одним із провідних популяризаторів науки й освіти в Інтернеті. 2017 року створив і провів серіал «Поле інтелекту» на платформі YouTube Red та провів усеамериканський освітній тур «Цукерка для мізків наживо» разом із Адамом Севіджем.